# 히가시카나가와역
히가시카나가와역(일본어: 東神奈川駅, ひがしかながわえき)은 일본 가나가와현 요코하마시 가나가와구에 있는 철도역이다.

## 타는 곳
| 1 | 게이힌 도호쿠 선 (네기시 선으로 직결 운행) | 요코하마·오후나 방면 (요코하마 선으로 직결운행하는 열차가 일부 진입함)                |
| 2 | 게이힌 도호쿠 선 (네기시 선으로 직결 운행) | 요코하마·오후나 방면 (요코하마 선으로 직결운행하는 열차가 일부 진입함)                |
| 2 | 요코하마 선                                | 신요코하마・마치다・하시모토・하치오지 방면 (이 역을 시점역으로 출발하는 열차만 사용) |
| 3 | 요코하마 선                                | 신요코하마・마치다・하시모토・하치오지 방면                                           |
| 4 | 게이힌 도호쿠 선                           | 시나가와・도쿄・오미야 방면                                                           |

## 역세권 정보
- 국도 1호선
- 국도 15호선
- 게이큐 히가시카나가와 역(게이힌 급행 전철 본선)

## 역사
- 1908년 9월 23일: 영업 개시.

## 인접역
| 동일본 여객철도 도카이도 본선               | 동일본 여객철도 도카이도 본선 | 동일본 여객철도 도카이도 본선 |
| ------------------------------------------- | ----------------------------- | ----------------------------- |
| 신코야스 오미야 방면                        | ■ 게이힌 도호쿠 선            | 요코하마 오후나 방면          |
| 동일본 여객철도 도카이도 본선 · 요코하마 선 |                               |                               |
| 요코하마 오후나 방면                        | ■ 요코하마 선 쾌속            | 기쿠나 하치오지 방면          |
| 요코하마 오후나 방면                        | ■ 요코하마 선 각역정차        | 오구치 하치오지 방면          |